# Franz-Josef-Land

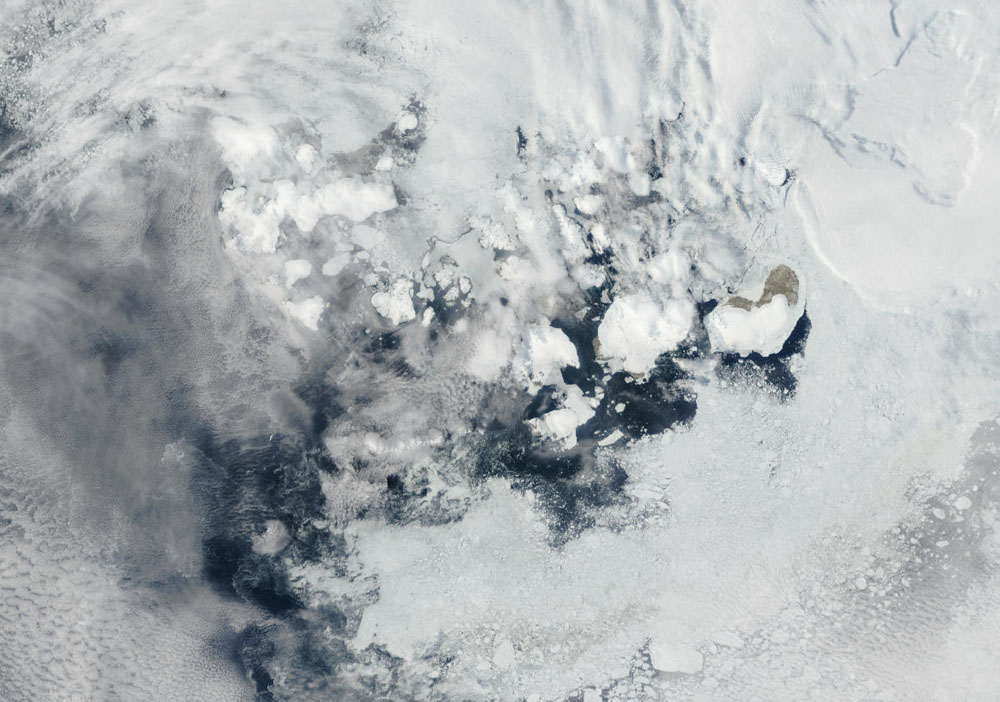
Satellitenbild des Franz-Josef-Landes (Juli 2005)

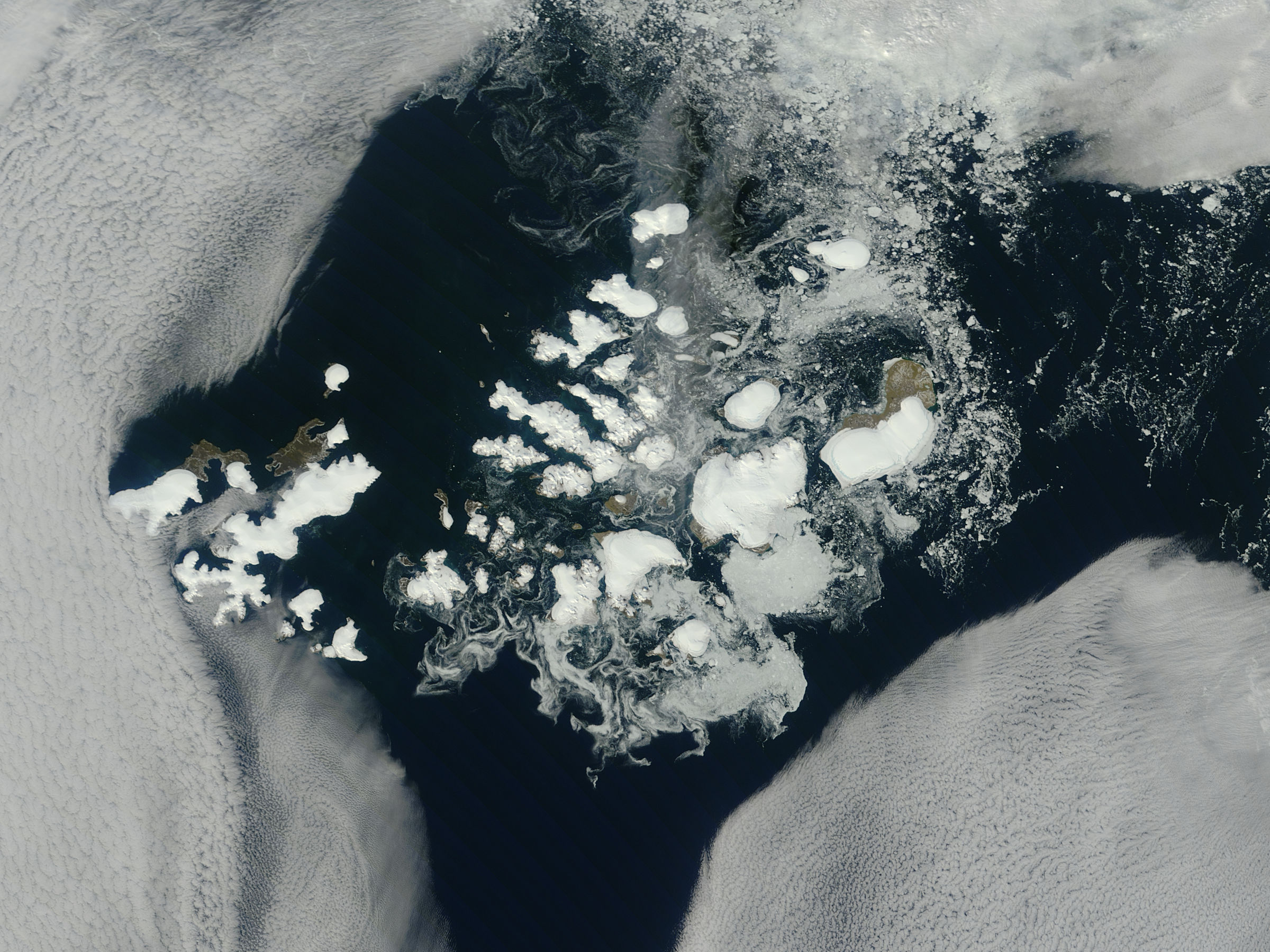
Satellitenaufnahme (August 2011)

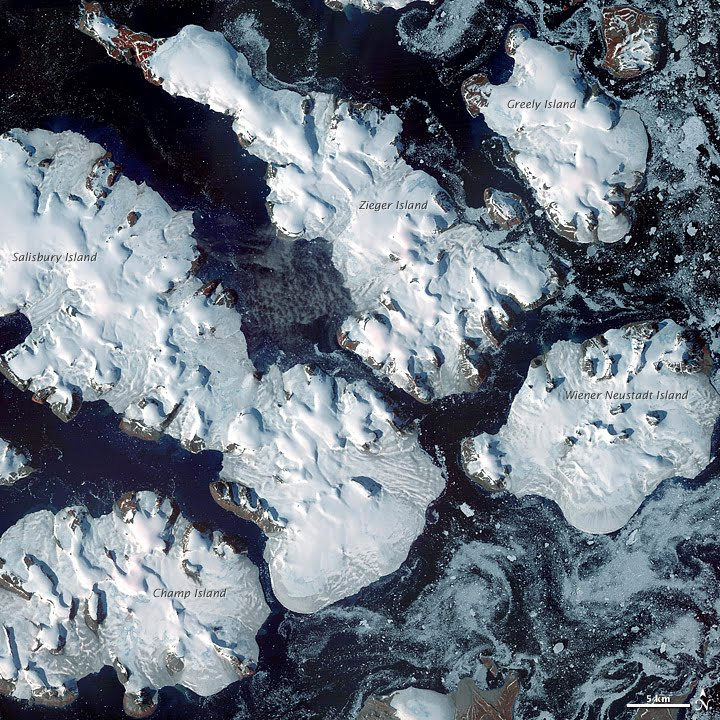
Beschriftete Aufnahme der zentralen Inselgruppe (August 2011)

Franz-Josef-Land (russisch Земля Франца-Иосифа Semlja Franza-Iossifa) ist eine Inselgruppe im Nordpolarmeer nördlich der großen Doppelinsel Nowaja Semlja und gehört zur Oblast Archangelsk in Russland. Benannt wurde sie in den 1870er Jahren nach dem Kaiser von Österreich und König von Ungarn (siehe Österreich-Ungarn), Franz Joseph I.
Das Kap Fligely auf der Rudolf-Insel (Ostrow Rudolfa) ist der nördlichste Landpunkt Eurasiens, bei 81° 51′ N Breite. In einigen geographischen Abhandlungen sowie auch englischsprachigen Beiträgen wird Franz-Josef-Land zu Asien gezählt. Auf Franz-Josef-Land herrscht etwa vom 10. April bis 1. September Polartag. Die Sonne steigt mittags zur Sommersonnenwende auf maximal 33°. Die Zufahrt ist nicht in jedem Jahr eisfrei und für Besucher nur wenige Sommerwochen lang auf einer der sporadisch durchgeführten Kreuzfahrten mit Eisbrechern möglich. Landexpeditionen sind in der Regel nicht erlaubt, doch gibt es Ausnahmen wie für die Payer-Weyprecht-Gedächtnisexpedition 2005.

## Geographie
Die Inselgruppe liegt nordwestlich der Inselgruppe Sewernaja Semlja („Nordland“). Franz-Josef-Land bildet zusammen mit der 160 km westlich und näher an Spitzbergen gelegenen Victoria-Insel (Ostrow Wiktorija) das gleichnamige russische Inselterritorium, das zur Oblast Archangelsk gehört. Die Inseln sind durch Fjorde und Buchten vielfach gegliedert und durch meist zugefrorene Meerengen getrennt. Der nördlichste Punkt Franz-Josef-Lands ist ca. 900 km vom geographischen Nordpol entfernt. Nur Grönland und die ihm nördlich vorgelagerten kleinen Eilande wie Kaffeklubben Ø sowie Ellesmere Island im kanadisch-arktischen Archipel liegen näher am Pol. Die südlichste Insel Franz-Josef-Lands ist etwa 370 km von Nowaja Semlja („Neues Land“) entfernt. Franz-Josef-Land begrenzt die Barentssee im Norden.
Die Inselgruppe ist vulkanischen Ursprungs, die mit 620 m höchste Erhebung liegt auf der Wiener-Neustadt-Insel (Ostrow Winer Neischtadt). Die Gesamtfläche der Inseln beträgt 16.090 km², was etwa der Größe der Steiermark oder Thüringens entspricht. Im Einzelnen wurden 191 Inseln gezählt, nach anderer Quelle 187, deren Gesamtfläche zu 85 % ständig mit Eis bedeckt ist (Stand 2003). Damit weist die Inselgruppe die höchste Vergletscherungsrate aller arktischen Länder auf. Die mittlere Eisdicke beträgt rund 180 m. Gletscher bilden etwa 60 % der Küstenlinie.
In Franz-Josef-Land gilt die Zonenzeit UTC+3 als Moskauer Standardzeit (MSK), gleich MEZ +2 Stunden. 2007 gab es noch zwei Stationen, die ganzjährig besetzt waren: die Wetterstation Nagurskaja auf Alexandraland mit einer Winterbesatzung von fünf Personen und das Geophysikalische Observatorium E.T. Krenkel auf der Hayes-Insel mit vier Personen.

### Die Inseln

#### Benennung der Inseln

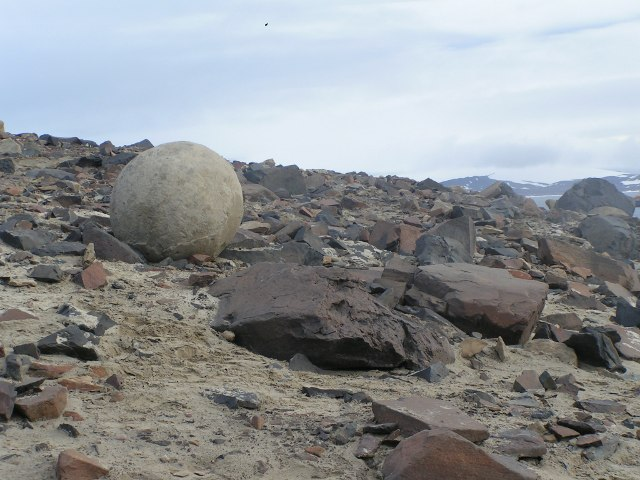
Champ-Insel

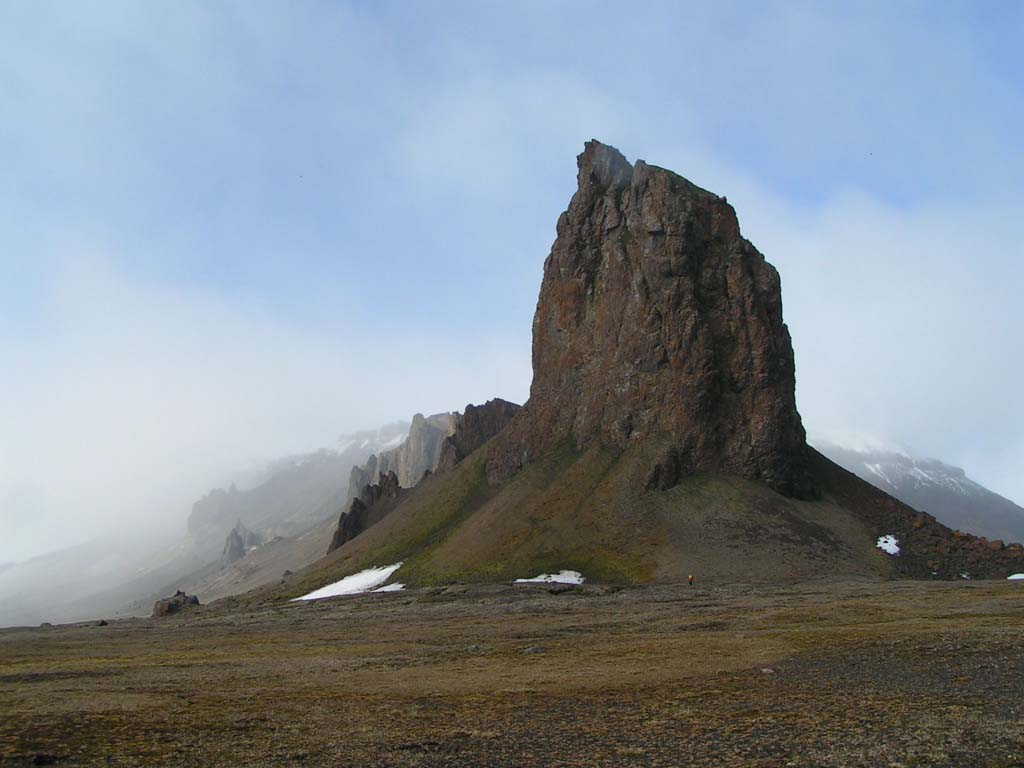
Kap Tegetthoff (Hall-Insel)

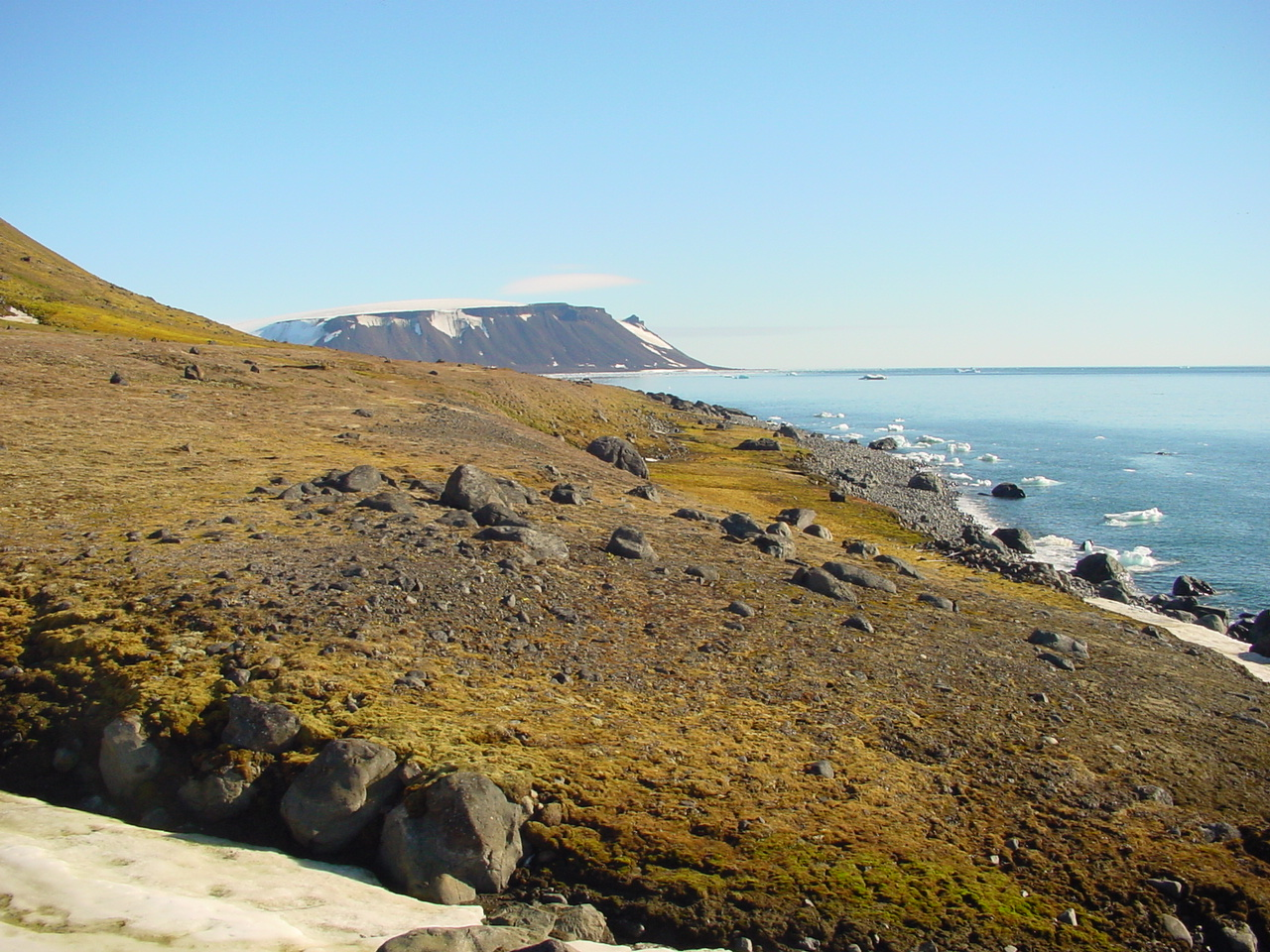
Northbrook-Insel

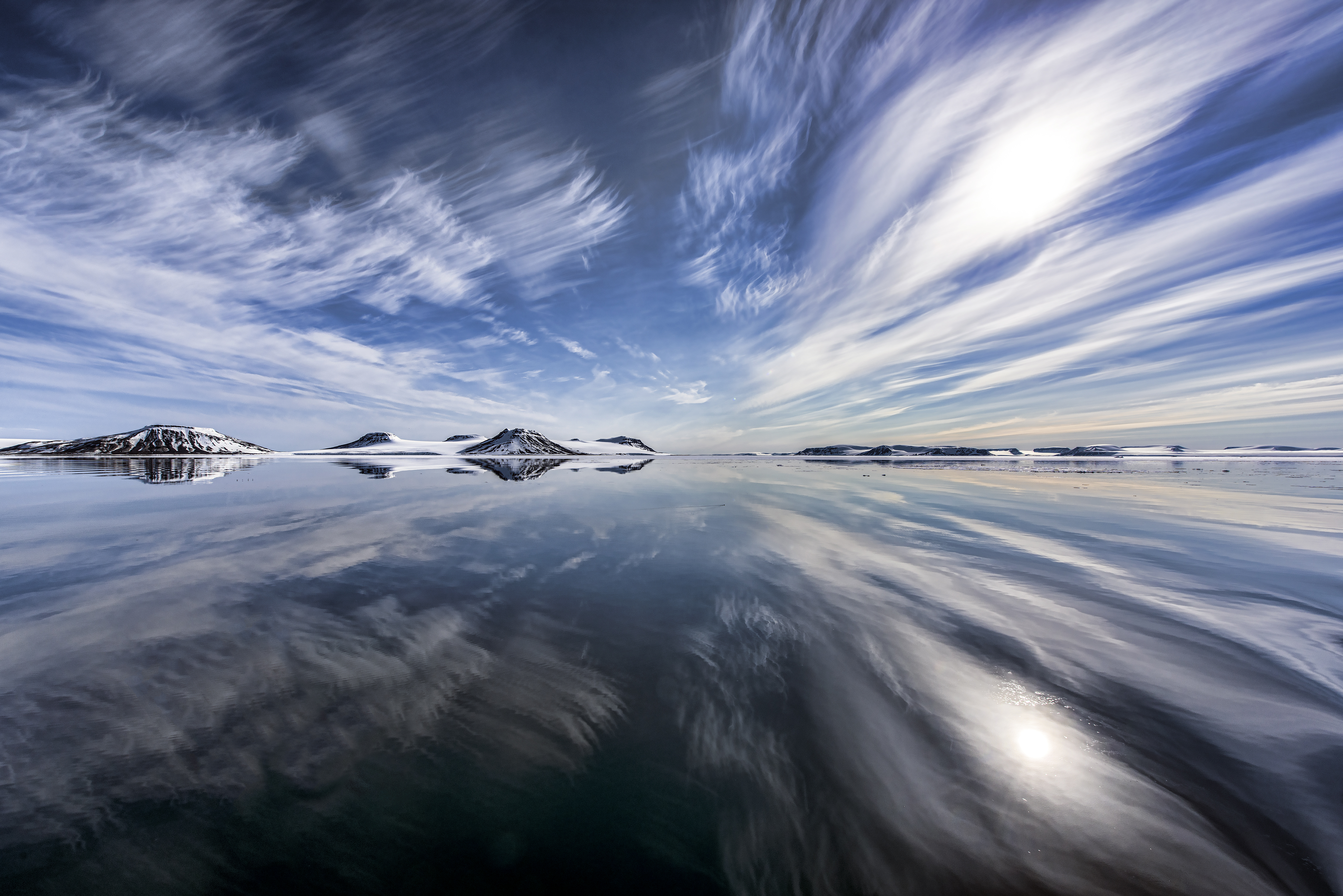
Franz-Josef-Land (2015)

- Semlja Alexandry (Alexandraland), mit der russischen Polarbasis Nagurskaja, die nördlichste Grenzschutzbasis Russlands samt einer Landepiste.
- Ostrow Bell (Bell-Insel), von Benjamin Leigh Smith 1880 entdeckt und benannt nach dem markanten Berg, der an eine Glocke erinnerte.
- Ostrow Tschamp (Champ-Insel, benannt nach William S. Champ) liegt im Innern der Inselgruppe und ist vor allem bekannt durch das Auftreten von Konkretionen in Form von Steinkugeln mit bis zu drei Metern Durchmesser.
- Semlja Georga (Prinz-Georg-Land) ist die größte und längste der Inseln, von Frederick George Jackson 1897 benannt nach George Frederick Ernest Albert, Prince of Wales, dem späteren britischen König George V.
- Ostrow Greem Bell (Graham-Bell-Insel, benannt nach Graham Bell) mit der längsten Landebahn des ganzen Archipels (2.100 m). Hier starteten und landeten auch schwere Transportmaschinen.
- Ostrow Gallja (Hall-Insel, benannt nach Charles Francis Hall) mit dem markanten Kap Tegetthoff und seinen vorgelagerten Felsnadeln. Das Kap war das erste Land, das Payer und Weyprecht nach ihrer über zwölf Monate langen Drift auf dem Expeditionsschiff Admiral Tegetthoff sichteten.
- Ostrow Heissa (Hayes-Insel) mit dem geophysikalischen Observatorium „Ernst T. Krenkel“.
- Ostrow Gogenloe (Hohenlohe-Insel) mit Kap Schrötter.
- Ostrow Gukera (Hooker-Insel) mit dem Rubini-Felsen, dem bedeutendsten Vogelfelsen des Archipels. Von 1929 bis 1959 befand sich auf Hooker-Island die sowjetische Forschungsstation Buchta Tichaja.
- Ostrow Nordbruk (Northbrook-Insel, benannt nach Thomas Baring, 1. Earl of Northbrook), eine der südlichsten Inseln und relativ gut zugänglich.
- Ostrow Rudolfa (Rudolf-Insel), nördlichste Insel und Ausgangspunkt für Pol-Expeditionen Ende des 19. und Anfang des 20. Jahrhunderts (Teplitz-Bucht). Auf einem flachen Gletscher befindet sich eine kurze Eis-Landepiste.
- Ostrow Wiltscheka (Wilczek-Insel), südlichste Insel und von Payer und Weyprecht am 1. November 1873 erstmals betretenes Land, Grab des Maschinisten Ota Kříž.
- Semlja Wiltscheka (Wilczek-Land), zweitgrößte der Inseln, mit Kap Heller.
- Ostrow Winer Neischtadt (Wiener-Neustadt-Insel) mit dem höchsten Berg der Inselgruppe (Peak Parnass mit 620 m).
- Ostrow Ziglera (Ziegler-Insel), benannt nach dem US-amerikanischen Sponsor zweier Polarexpeditionen – der Baldwin-Ziegler-Expedition 1901–1902 und der Fiala-Ziegler-Expedition 1903–1905.

#### Inseln nach Fläche
| Insel                 | russisch                | Fläche km² | Höhe m |
| --------------------- | ----------------------- | ---------- | ------ |
| Prinz-Georg-Land      | Земля Георга            | 2820,8     | 416    |
| Wilczek-Land          | Земля Вильчека          | 2203,3     | 606    |
| Graham-Bell-Insel     | Остров Греэм-Белл       | 1556,6     | 509    |
| Alexandraland         | Земля Александры        | 1095,3     | 382    |
| Hall-Insel            | Остров Галля            | 1049,4     | 502    |
| Salisbury-Insel       | Остров Солсбери         | 960,0      | 482    |
| McClintock-Insel      | Остров Мак-Клинтока     | 611,5      | 521    |
| Jackson-Insel         | Остров Джексона         | 521,4      | 481    |
| La-Ronciere-Insel     | Остров Ла-Ронсьер       | 478,3      | 431    |
| Hooker-Insel          | Остров Гукера           | 459,8      | 576    |
| Ziegler-Insel         | Остров Циглера          | 448,0      | 554    |
| Champ-Insel           | Остров Чамп             | 374,3      | 507    |
| Luigi-Insel           | Остров Луиджи           | 370,6      | 468    |
| Salm-Insel            | Остров Сальм            | 344,0      | 343    |
| Karl-Alexander-Insel  | Остров Карла-Александра | 329,2      | 365    |
| Rudolf-Insel          | Остров Рудольфа         | 295,5      | 461    |
| Northbrook-Insel      | Остров Нортбрук         | 288,6      | 344    |
| Eva-Liv-Insel         | Остров Ева-Лив          | 288,0      | 381    |
| Wiener-Neustadt-Insel | Остров Винер-Нёйштадт   | 237,0      | 620    |
| Bruce-Insel           | Остров Брюса            | 190,8      | 301    |
| Nansen-Insel          | Остров Нансена          | 164,1      | 372    |
| Payer-Insel           | Остров Пайера           | 160,0      | 284    |
| Rainer-Insel          | Остров Райнера          | 139,8      | 284    |
| Hayes-Insel           | Остров Хейса            | 132,2      | 242    |
| Greely-Insel          | Остров Грили            | 127,2      | 447    |
| Arthur-Insel          | Остров Артура           | 111,2      | 275    |
| übrige Inseln         |                         | 333,1      |        |
| Franz-Josef-Land      | Земля Франца-Иосифа     | 16090,0    | 620    |

Zu den Inseln mit weniger als 100 Quadratkilometern zählen unter anderem die Alger-Insel (Алджер), die Becker-Insel (Остров Беккера), die Bell-Insel (Белл), die Hochstetter-Inseln (Острова Хохштеттера), die Hoffmann-Insel (Остров Гофмана), die Hohenlohe-Insel (Гогенлоэ), die Kane-Insel (Остров Кейна), die Koldewey-Insel (Остров Кольдевея), die Kuhn-Insel (Остров Куна), Lütke-Insel (Остров Литке), Mabel-Insel (Мейбел), die Perlmutt-Insel (Перламутровый) und die Wilczek-Insel (Остров Вильчека).

## Klima
Raues, arktisches Klima herrscht im Gebiet der Inselgruppe vor, es kommt oft zu Stürmen und besonders am Ende des sehr kurzen Sommers zu dichtem Nebel. Die Temperaturen liegen im Durchschnitt bei +2 °C im Sommer und −22 °C im Winter. In den letzten Jahren lagen die Extremwerte bei +10 °C bzw. −48,9 °C. Diese Daten beziehen sich auf die Wetterstation Nagurskoje auf Alexandraland (Semlja Alexandry) im Westen des Archipels.
|                        | Jan | Feb | Mär | Apr | Mai | Jun | Jul | Aug | Sep | Okt | Nov | Dez |   |       |
| Mittl. Temperatur (°C) | −22 | −23 | −23 | −18 | −8  | −1  | 1   | 0   | −3  | −11 | −18 | −22 | ⌀ | −12,3 |
| Mittl. Tagesmax. (°C)  | −20 | −21 | −21 | −17 | −7  | 0   | 1   | 1   | −2  | −10 | −16 | −20 | ⌀ | −10,9 |
| Mittl. Tagesmin. (°C)  | −26 | −27 | −26 | −21 | −10 | −2  | 0   | −1  | −4  | −14 | −21 | −25 | ⌀ | −14,7 |
|                        |     |     |     |     |     |     |     |     |     |     |     |     |   |       |
| Niederschlag (mm)      | 36  | 33  | 23  | 18  | 20  | 13  | 23  | 23  | 30  | 23  | 41  | 33  | Σ | 316   |
|                        |     |     |     |     |     |     |     |     |     |     |     |     |   |       |
| Luftfeuchtigkeit (%)   | 84  | 81  | 80  | 81  | 85  | 88  | 91  | 91  | 89  | 85  | 84  | 84  | ⌀ | 85,3  |

| −26 |

| −27 |

| −26 |

| −21 |

| −10 |

| −2 |

| 0 |

| −1 |

| −4 |

| −14 |

| −21 |

| −25 |

| −26 |

| −27 |

| −26 |

| −21 |

| −10 |

| −2 |

| 0 |

| −1 |

| −4 |

| −14 |

| −21 |

| −25 |

Die Inselgruppe liegt am Rand der Packeisgrenze, das heißt, dass nördlich der Inselgruppe das Eis auch im Sommer nicht aufbricht, jedoch zirkumpolar driftet. Aber auch weiter südlich bedecken gewaltige Packeisfelder fast 70 % der nördlichen Barentssee.

## Flora und Fauna

### Flora
So nah am Nordpol ist die Vegetation sehr spärlich. Sie bedeckt nur 10 % der eisfreien Fläche. Nur unterhalb von Vogelfelsen gibt es aufgrund der Düngung durch Guano geschlossene Vegetationsflächen.
Verbreitet sind vor allem Flechten, die in über 100 Arten heimisch sind. Einige Grasarten und die wenigen anderen Blütenpflanzen, die im Frühsommer eine kurze Blüte erleben, kommen nur bis zu einer Höhe von 130 m vor. Bis zu 175 m Höhe dominieren Moose und Flechten, darüber nur noch Flechten. In manchen von der Sonne beschienenen Schneefeldern entwickeln sich in den oberen Schichten des tauenden Schnees sehr farbenprächtige Schneealgen, zum Beispiel in Scharlachrot oder Grasgrün.

### Fauna

#### Vögel
Auf Franz-Josef-Land wurden 41 Vogelarten beobachtet, von denen 14 hier auch brüten. Die Anzahl der brütenden Arten nimmt innerhalb des Archipels von Südwesten nach Nordosten ab. Am häufigsten sind Meeresvögel.
Die häufigsten Arten sind:
- Krabbentaucher (~ 500.000 Brutpaare)
- Dickschnabellumme (~ 200.000 Brutpaare)
- Gryllteiste (~ 30.000 Brutpaare)
- Dreizehenmöwe (~ 20.000 Brutpaare)
- Eissturmvogel (~ 20.000 Brutpaare)

Für die seltene Elfenbeinmöwe ist der Archipel eines der wichtigsten Brutgebiete in der russischen Arktis. Die Population wird hier auf 1000 bis 1500 Paare geschätzt.

#### Säugetiere

##### Landsäugetiere
An Landsäugetieren sind nur der Eisbär und in geringer Zahl der Polarfuchs heimisch. Der Eisbär wird manchmal auch als Meeressäuger eingeordnet, da er sein Leben zum Großteil im Packeis verbringt. Sich verschlechternde klimatische Bedingungen führten bereits im Mittelalter zum Aussterben der früher heimischen Rentiere. Das Alter der gefundenen Rentiergeweihe wurde auf 6400 bis 1300 Jahre datiert.

##### Meeressäuger
Verbreitete Meeressäuger sind Sattelrobben, Ringelrobben und Bartrobben. Auch das Walross ist nicht selten. Im Meer lebt eine kleine Population des Grönlandwals. Viele Walarten kommen im Seegebiet zwischen Spitzbergen und Franz-Josef-Land vor, darunter der Blauwal, der Finnwal und im Packeis nördlich der Inselgruppe auch der Narwal.

#### Wirbellose Tiere
Es finden sich die für die Arktis typischen Arten von Krill, die die Grundlage der Nahrungskette der meisten Tiere bilden und sich dank der beständigen Algenblüte im Sommer reichlich vermehren. Auf dem Meeresboden wächst die ebenfalls für arktische Gewässer typische Megafauna, von Rippenquallen über Krustentiere bis hin zu den Seeanemonen.

#### Fische
Von 33 Fischarten ist bekannt, dass sie in den Gewässern um Franz-Josef-Land leben. Es gibt den in kleinen Höhlen und Spalten im Packeis wohnenden Polardorsch. Keine von den 33 Fischarten wird kommerziell genutzt.

## Geschichte
Das Seegebiet um den Archipel wurde vermutlich schon im 17. Jahrhundert von Robbenjägern und Walfängern bereist. In mehreren Dokumenten wird von Inseln östlich von Spitzbergen berichtet, so 1614 bei William Baffin und 1675 bei Cornelis Roule. Die Angaben sind aber so ungenau oder weitab der wirklichen Lage des Archipels, dass zweifelhaft ist, ob es sich um Franz-Josef-Land gehandelt hat.

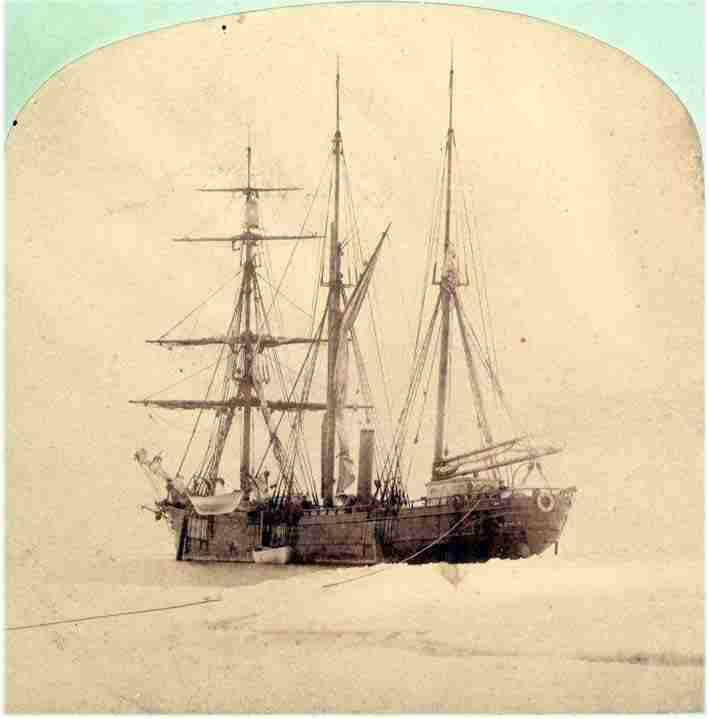
Auf der Schonerbark Admiral Tegetthoff mit dem Packeis driftend sichtete 1873 die Nordpolarexpedition unter Weyprecht und Payer Land bei rund 80° N und benannte es nach Kaiser Franz Joseph I.

Der norwegische Robbenfänger Nils Fredrik Rønnbeck berichtete, 1865 Land östlich des Spitzbergen-Archipels gesichtet zu haben. Hier könnte es sich um eine der westlichsten Inseln Franz-Josef-Lands gehandelt haben; doch sind genaue Positionsbestimmungen und Beschreibungen markanter Punkte nicht bekannt.
Die Österreichisch-Ungarische Nordpolexpedition unter Oberleutnant Julius Payer (Kommandant der Landreisen) und Schiffsleutnant Carl Weyprecht (Kommandant der Schiffsexpedition) sichtete am 30. August 1873 offiziell Teile der Inselgruppe – zuerst eine Erhebung auf der später nach Charles Francis Hall benannten Hall-Insel (Ostrow Gallja) – und nannte den Archipel nach Kaiser Franz Joseph I. Am 1. November 1873 betrat die Expedition erstmals eine Insel des neuentdeckten Franz-Josephs-Land, die Wilczek-Insel (Ostrow Wiltscheka) im Süden. Diese wurde nach dem Förderer der Expedition Johann Nepomuk Graf Wilczek benannt, wie ebenfalls die zweitgrößte Insel der Gruppe, Wilczek-Land (Semlja Wiltscheka). Die Teilnehmer erkundeten auf mehreren Touren zunächst den Ostteil der Inselgruppe, im April 1874 stießen Payer und seine Begleiter mit improvisierten Schlitten bis zur nördlichsten Spitze vor, dem nach August von Fligely benannten Kap Fligely (Mys Fligely) auf der Rudolf-Insel.
Am 14. August 1895 kamen die beiden Polarforscher Fridtjof Nansen und Fredrik Hjalmar Johansen nach einem gescheiterten Versuch, den Nordpol zu erreichen, am Kap Norwegen auf der Jackson-Insel (Ostrow Dscheksona) an und überwinterten hier. Im Frühling 1896 setzten sie ihren Marsch Richtung Süden fort. Am 16. Juni 1896 erreichten sie das Kap Flora auf der Northbrook-Insel (Ostrow Nordbruk), wo sie auf den britischen Polarforscher Frederick George Jackson trafen, was ihre Rettung bedeutete (siehe Nansens Fram-Expedition).
An der Stelle der Erstentdeckung, am Kap Tegetthoff der Hall-Insel, wurde während der Walter-Wellman-Expedition 1898–1899 ein Gedenkstein errichtet. (80° 5′ N, 58° 1′ O)
1899 überwinterten am Kap Heller, benannt nach Friedrich Jakob Heller, auf Wilczek-Land zwei norwegische Mitglieder der Wellman-Expedition. Bernt Bentsen (1860–1899), der schon mit Nansen auf der Fram gefahren war, fand dabei den Tod. Luigi Amadeo von Savoyen, Herzog der Abruzzen, führte im selben Jahr eine Expedition mit der Stella Polare. Er überwinterte mit dem Schiff in der Teplitz-Bucht der Rudolf-Insel. Am 11. März 1900 verließen zehn Mann unter Kapitänleutnant Umberto Cagni das Lager in Richtung Nordpol. Am 24. April hisste Cagni am nördlichsten bis dahin von Menschen erreichten Ort (86° 34′ N, 64° 30′ O) die italienische Flagge und kehrte zum Basislager zurück, weil die Lebensmittelvorräte nur noch für dreißig Tage reichten.
Wilhelm Bade, der erste Veranstalter regelmäßiger arktischer Kreuzfahrten, führte 1900 eine touristische Jagdreise nach Franz-Josef-Land auf der gecharterten norwegischen Hertha durch, die vor allem von wohlhabenden Italienern gebucht wurde, in der Hoffnung auf eine Begegnung mit der Stella Polare. Die Hertha hielt sich in der zweiten Augusthälfte im Südosten des Archipels auf, zwischen der Salm-Insel und der Graham-Bell-Insel.
1901 überwinterte die Expedition des US-Amerikaners Evelyn Baldwin auf der Alger-Insel (Ostrow Aldscher). 1904/1905 überwinterten hier, auf der Rudolf-Insel und nahe Kap Flora auf der Northbrook-Insel (Ostrow Nortbruk) verteilt die Teilnehmer der Fiala-Ziegler-Expedition, nachdem deren Schiff America in der Nähe der Rudolf-Insel gesunken war. Ihre Brennstoffvorräte konnten sie durch Abbau eines 1904 zufällig am Berghang entdeckten Kohleflözes ergänzen.
Am 25. Junijul. / 8. Juli 1914greg. betrat Walerian Albanow, Erster Steuermann der russischen Polarexpedition von 1912 unter der Leitung von Kapitän Georgi Brussilow, mit dem Matrosen Alexander Konrad und weiteren acht Männern die Insel Alexandraland. Albanow hatte am 14. April 1914 den Schoner St. Anna auf etwa 83° 40' N und 60° O verlassen, als dieser schon seit zwei Jahren im Eis festsaß. Am 9. Juli erreichten Albanow und Konrad Kap Flora und wurden von der St. Foka, dem Dampfer der Sedow-Expedition, nach Murmansk gebracht. Eine russische Expedition im Jahre 2010 entdeckte auf Prinz-Georg-Land unter anderem persönliche Gegenstände von Teilnehmern der Brussilow-Expedition wie eine Armbanduhr, eine Trillerpfeife, Patronen und eine selbstgefertigte Sonnenbrille. Die Expedition des Jahres 2010 ließ sich von den Memoiren des Steuermanns aus dem Jahre 1917 zu dem Fundort leiten.

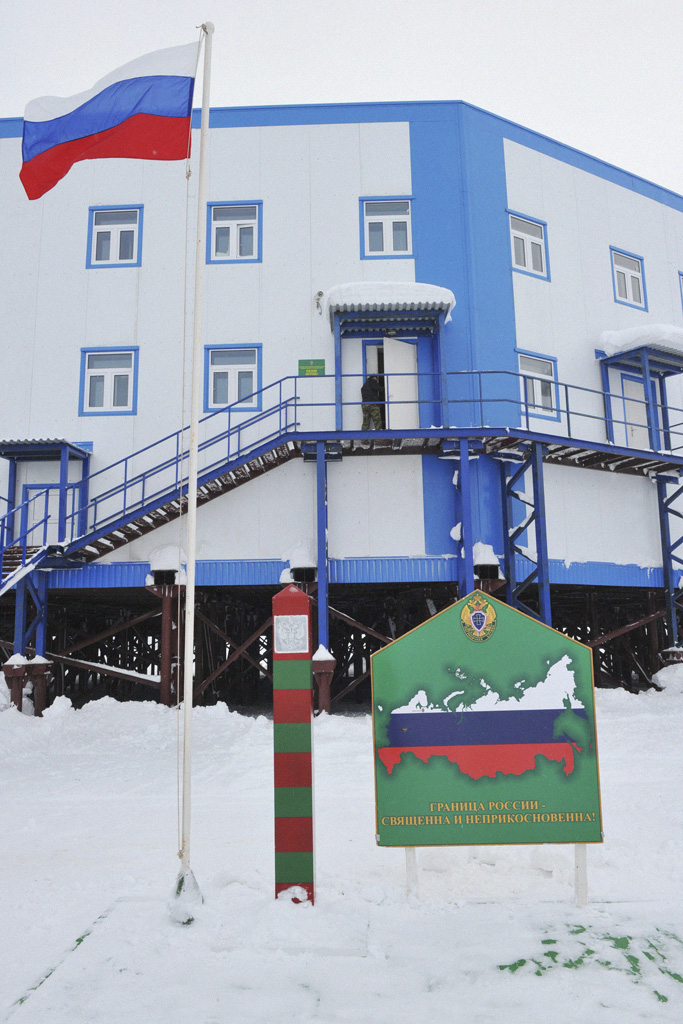
Der russische Grenzposten Nagurskaja liegt auf Semlja Alexandry im Westen von Franz-Josef-Land

Am 15. April 1926 erklärte die Sowjetunion unter norwegischen Protesten das gesamte Territorium zwischen dem sowjetischen Festland und dem Nordpol zum sowjetischen Hoheitsgebiet. Das betraf auch Franz-Josef-Land, das zuvor als Niemandsland gegolten hatte.
Von 1929 bis 1959 war die sowjetische Forschungsstation Buchta Tichaja („Stille Bucht“) in der gleichnamigen Bucht auf der Hooker-Insel (Ostrow Gukera), benannt nach Joseph Dalton Hooker, der wichtigste Ausgangsort für Polarexpeditionen.
1931 überquerte das Luftschiff LZ 127 „Graf Zeppelin“ die Inselgruppe, und gelangte über den nördlichsten Landpunkt hinaus.
Während des Zweiten Weltkriegs befand sich vom August 1943 bis Juli 1944 in der Cambridge Bay auf Alexandraland, benannt nach der österreichischen Erzherzogin Alexandra, eine geheime deutsche Wetterstation mit dem Codenamen Schatzgräber. Das Personal wurde aufgrund einer Erkrankung im Juli 1944 evakuiert; die Ausrüstung wurde im Oktober des gleichen Jahres von einer U-Boot-Besatzung abgeräumt.
In der Zeit des Kalten Krieges war die gesamte Inselgruppe wegen ihrer geostrategischen Lage militärisches Sperrgebiet und für Zivilisten nicht erreichbar. Auf der Graham-Bell-Insel (Ostrow Greem Bell) war eine Bomberstaffel stationiert.
Am 23. Dezember 1996 verunglückte ein russisches Flugzeug, eine Antonow An-72, bei der Landung auf der Piste in Nagurskaja.
Im April/Mai 2005 reiste die Payer-Weyprecht-Gedächtnisexpedition mit einer Sondereinreisegenehmigung nach Franz-Josef-Land. Die moderne Kleinexpedition, bestehend aus den Österreichern Christoph Höbenreich (Expeditionsleiter) und Robert Mühlthaler, den Russen Viktor Bojarski und Nikita Ovsianikov sowie dem Polarhund Nanuk, durchquerte Franz-Josef-Land mit Ski und Schlitten auf den Spuren von Julius Payer, um die historische Leistung der Pioniere zu würdigen. Die Expedition hinterließ am Kap Tirol eine bronzene Gedenktafel.

## Besucher
Besucher sind auf Franz-Josef-Land sehr selten, und wenn, werden Besuche im Rahmen sogenannter Expeditionskreuzfahrten durchgeführt. Es gibt den russischen Atomeisbrecher 50 Let Pobedy, der von Murmansk aus mit Touristen an Bord zum Nordpol fährt und auf der Rückreise Franz-Josef-Land ansteuert. Landestellen sind das Kap Fligely und bei hinreichenden Bedingungen weitere Inseln. Des Weiteren gibt es Fahrten von Longyearbyen auf Spitzbergen nördlich oder südlich um die Inselgruppe herum nach Franz-Josef-Land und zurück, wobei nahezu der gesamte Archipel bereist wird, nur die östlichsten Inseln werden nicht angesteuert.